# Le Retour des Tigres Volants
Le Retour des Tigres Volants est la vingt-sixième histoire de la série Les Aventures de Buck Danny de Jean-Michel Charlier et Victor Hubinon. Elle est publiée pour la première fois dans le journal Spirou du no 1160 au no 1181. Puis est publiée sous forme d'album en 1962.

## Résumé
Buck Danny et ses acolytes (Tumbler, Tuckson et Holden) ainsi que les autres pilotes de l'Escadrille ZZ sont embarqués sur le porte-avions Saratoga opérant dans le Pacifique est, afin d'achever la mise au point des nouveaux avions de combat "FX-13". Cette mission est d'emblée changée pour un déploiement en mer de Chine méridionale, en vue de faire face à la possible déstabilisation d'un petit État du sud-est asiatique, allié des États-Unis, pouvant constituer une menace pour la paix du monde.
Parmi les indices suscitant l'inquiétude, figure celui de l'achat d'armes ultramodernes, et celui de leur acheminement occulte vers cette partie du monde. L'inventaire de ces armements comprend des avions de combat ("d'un modèle récent").
Constitution d'une force aérienne pour un pays hostile, ou d'une force mercenaire à visées terroristes ? Telle est la question d'importance internationale à laquelle devra répondre la mission confiée au groupe aéronaval du Saratoga.
L'histoire débute par un accident d'appontage de Tumbler, ainsi que par des facéties (absurdes ?) signées Sonny (évidemment), avant de se poursuivre à Manille (Philippines) par l'analyse de la situation, à l'ambassade ; puis, sur le terrain d'action normal des pilotes, c'est-à-dire dans les airs. Buck Danny déploie des patrouilles de F3H Demon à la recherche d'avions et de navires susceptibles d'acheminer à destination les pilotes mercenaires et leurs appareils de combat. Un avion de transport est repéré en vol vers les Îles Paracels au sud d'Haïnan. Le Saratoga se déroute vers cet archipel, mais les vols de reconnaissances américains n'y observent pas de piste d'atterrissage.
C'est alors que Bert, un ancien de la Seconde Guerre mondiale se souvient d'une piste aménagée par les Japonais sur l'ile de "Niang-Ngaï". Pour en avoir le cœur net, Buck embarque Bert sur un F4H-1. Arrivé sur place, le biplace atterrit sans difficulté sur la piste en dur dont se souvenait Bert, mais cachée par une couverture de sable. Buck et Bert sont alors visés et attaqués à l'arme lourde par les mercenaires occupant l'île ; Bert est tué dans l'engagement et Buck redécolle en urgence bien que son avion soit endommagé. Restés jusque-là en attente avec leurs F9F Cougar, en altitude au dessus de l'île, et inquiets de ne pas avoir de nouvelles de Buck, Sonny et Tumbler percent la couche de nuage et constatent le départ en cours de l'île, d'une vingtaine de jets et d'un sous-marin, suivie par la destruction de la base ennemie. Cependant ils sont toujours sans nouvelle et sans contact avec Buck, dont la radio est hors service.
Deux jours plus tard, toujours sans nouvelle de Buck, les recherches sont abandonnées car un coup d'état s'est produit au nord du Laos, au Viet-Tân, seul pays ayant des gisements de Styrium, fomenté par le prince Praha Bang, appuyé par les jets mercenaires de "Niang-Ngaï".
Il est donc décidé de contrecarrer cette rébellion au moyen de la reconstitution de l'ancien groupe aérien "privé", les "Tigres volants", qui se mettra alors au service du roi légitime du Viet-Tân, Sidong Sihanoukh. En attendant, une ultime tentative de retrouver Buck est accordée à Tumbler et à Tuckson, qui effectuent un dernier vol de recherche, lequel sera couronné d'un succès inespéré…

## Contexte historique
Les essais et évaluations à la mer du Vigilante, avion embarqué ayant inspiré le "FX-13" fictif, ont effectivement été menés en juillet 1960, à bord du porte-avions Saratoga ; au moment même où commençait la parution hebdomadaire de l'épisode dans Spirou. Mais ce porte-avions était alors déployé non pas dans le Pacifique (comme dans l'aventure) mais dans l'Atlantique ouest.

## Personnages

### Autorités américaines
Outre les acteurs habituels de la série (Buck Danny, Jerry Tumbler, Sonny Tuckson, Slim Holden) apparaissent :
- l'amiral (anonyme) ayant sa marque sur le porte-avions ;
- l'ambassadeur des États-Unis aux Philippines ;
- Donald B. Taxery, chef du réseau sud-est asiatique de l'OSS (sic)[note 6] ;
- un capitaine de vaisseau, en tenue de sortie (blanc complet) - et portant lunettes[note 7] - est également présent dans cette séquence[2], mais ne prend pas la parole au cours de la "conférence secrète" tenue d'urgence à bord du porte-avions ;
- un autre capitaine de vaisseau est présent, planche T.V.24A, cases A1 à B3 ; demeurant anonyme, mais intervenant activement dans la "conférence secrète urgente", il est vraisemblable que cet officier soit le commandant du Saratoga.
Pour la première fois depuis son retour dans l'aéronautique navale[3] Buck Danny rencontre à bord d'un porte-avions un officier d'un rang intermédiaire entre l'amiral et lui[note 8], et le coiffant donc hiérarchiquement ;
- un autre capitaine de vaisseau, portant un calot[4], apparaît à la planche T.V.30, cases B1 et D2 ; il pourrait s'agir du même commandant du porte-avions, bien que sa physionomie ne lui soit pas identique et que son rôle dans cette séquence soit totalement effacé ;
- le capitaine de frégate Forster[5], probablement chef Opérations (ou bien officier renseignement ?) du porte-avions ;
- le lieutenant de vaisseau "Bert" N., ancien mitrailleur sur Helldiver, notamment déployé sur le porte-avions Wasp en 1943[note 9].

### Royaume du Viet-Tân
(seulement cités dans les dialogues)
- Sidong-Sihanoukh, roi du Viet-Tân ;
- Prince Praha-Bang, neveu du roi du Viet-Tân ;

### Mercenaires
- Diamond Harrisson : ancien pilote de l'USAF, as du manche mais tête brûlée ; déserteur en 1953 ;
- Kovács ou kovač, pilote de guerre hongrois ou yougoslave (croate) ;
- Horst, pilote de guerre germanique (de la Luftwaffe ou bien allemand de l'Est) ;
- Hirito, ancien pilote japonais ;
- Gutierrez, pilote espagnol (non dessiné, seulement cité)
- cités : deux pilotes, non nommés, soi-disant tchèques ; possiblement Horst et Kovács ?
- aperçu en ombre chinoise : le chef des pilotes : "une femme", sans autre précision ; son identité sera révélée au cours de l'épisode suivant.

### Relation sentimentale
- Maeva N., ancienne fiancée de Sonny Tuckson (époque Guerre du Pacifique) ; ce dernier se souvenait d'elle comme charmante, merveilleuse, douce, réservée, timide et belle comme l'aurore. Les quinze années écoulées depuis l'ont cependant quelque peu transformée.

## Avions
- Chance Vought F8U-2 Crusader (avec tube de Pitot prolongé et autres capteurs, comme les exemplaires de présérie)
- Sikorsky HO3S-1
- Douglas A3D-2 Skywarrior (planche T.V.11A, case A1)
- Douglas A4D-5 Skyhawk (planche T.V.11A, case B2)
- McDonnell F3H-2 Demon
- Convair 440 Metropolitan
- Grumman F9F Cougar
- McDonnell F4H-1 Phantom II

## Bateaux
Outre le porte-avions Saratoga (apparemment sans escorteurs), sont représentés :
- deux jonques ;
- un petit vapeur, le S.S. Hong-Kong ;
- le submersible des mercenaires, étroitement inspiré des sous-marins britanniques de la classe "T" de 1937-1943.

## Cinématique et navigation

### Du large de la Californie vers le sud-est asiatique
Dès le début de l'aventure, tandis qu'il procède au large de la Californie à des tests de mise au point des nouveaux "FX-13", le Saratoga est mis en route vers l'Asie du sud-est, sans plus de précision. La route la plus directe (orthodromique) fait prendre un cap initial compris entre le 270 et le 300. La distance à parcourir est de l'ordre de 6500 milles soit, à 24 nœuds de vitesse de croisière, environ douze jours de traversée.

### De San Diego vers les Philippines
Le Crusader ne disposait que de moyens de navigation sommaires.
Pour connaître sa position à partir de la distance parcourue lors de vols sans visibilité (V.S.V.) il devait utiliser le cap, la vitesse et le chronomètre. C’est pourquoi, pour rejoindre sa cible (Bogey) lors des interceptions, il était pratiquement toujours pris en « contrôle serré » (Override).
Tumbler a donc réussi une prouesse en ralliant le porte-avions à partir de la terre, par mauvais temps et avec visibilité réduite.
Lors de sa prise de contact radio avec lui, le contrôleur le localise au radar dans le 320 (azimut) à 56 nautiques du Saratoga. Puisqu'il venait du continent (San Diego, Ca probablement) il devait voler cap à l'ouest (entre le 270 le 300) tout comme le porte-avions ; Tumb précise qu'il a volé vent debout depuis le départ, donc le vent dominant est du ~270/300. Sans s'en apercevoir (faute de moyen adéquat) ni avoir été détecté par les radars de veille air du PA (carence de l'attention ?) il avait en fait dépassé le Saratoga (par sa droite ; ou bien par son nord, si le PA faisait route plein ouest). Or, au lieu de lui demander d'infléchir sa route vers le sud-est pour se rapprocher du porte-avions (avec un cap voisin du 140) le contrôleur lui ordonne de prendre le cap 024, ce qui va l'éloigner davantage du Saratoga.
Pourtant, quelques minutes plus tard, Tumb n'est plus qu'à 30/25 nautiques du porte-avions. Le plafond est très bas (300 pieds !) et peu après, à 10 nautiques de distance, Tumb réduit son altitude et perce dans l'azimut 010 du PA, tout en étant "dans l'axe" de la piste ; le porte-avions et le Crusader font donc cap au 190/200, et sont « dans le lit du vent » local (qui n'est plus celui qu'a rencontré Tumb pendant son ralliement -  ~270/300~).
Dans la vraie climatologie de juillet, les vents dominants au large de la Californie sont plutôt du secteur nord.

### Orthodromie ou loxodromie?
La route orthodromique vers la mer de Chine méridionale (6 250 nautiques) est un peu plus courte que la loxodromique (6 650 nautiques). Elle peut donc faire gagner une vingtaine d'heures. Mais elle est aussi plus septentrionale, côtoyant le 46ème parallèle nord ; donc soumise à davantage de perturbations météorologiques. On comprend donc l'option de route "sud-ouest" (en réalité cap au ~265°) choisi, et décrit par les auteurs (planche T.V.10B, case C1), qui énumèrent précisément les archipels longés, Hawaï, Wake, Marcus et les Mariannes. Ce choix de viser directement le 20ème parallèle nord, permet, au terme de la traversée, d'entrer dans la mer de Chine méridionale en contournant Luçon par le nord.

### La croisière s'amuse?
Ou bien la croisière s'ennuie ? Ou encore la croisière énerve les équipages ?
Les planches 10 à 13 du récit pourraient laisser penser que la (longue) traversée du Saratoga se déroule dans l'oisiveté. Et que les équipages en auraient été "énervés" (planche T.V.13B, case D2). Dans la réalité de l'activité d'un porte-avions, il ne peut en être ainsi. Même sans activité opérationnelle intense, un porte-avions se doit de maintenir le niveau optimal de qualification de son aviation embarquée, et celui de tous les services du bord. Pour ce faire, l'activité aéronautique reste soutenue, en effectuant le nombre minimal requis, de vols, d'heures de vol, de catapultages, et surtout d'appontages.
Même de routine, une traversée d'un bâtiment de combat, et à plus forte raison d'un porte-avions, n'a jamais un caractère d'oisiveté. Tout au plus les équipages du Saratoga auraient pu en être fatigués ; mais deux ou trois semaines de mer (voire plus) ne constituent pas une épreuve excessive, et correspondent à la norme couramment admise des déploiements opérationnels des CVBG de l'US Navy, d'environ six mois hors du port-base.

### Perspective et lune

#### Perspective
La case C2 de la planche T.V.13B montre une vue nocturne du porte-avions, en contre-jour de la lune. Le Saratoga est vu sous un angle d'incidence 3/4 arrière (une inclinaison de douze "quarts" tribord). Pour l'image, le bateau est "découpé" (verticalement) en quatre fractions distinctes : partie la plus en arrière (plage arrière et "Hangar Bay N°3", en arrière du sponçon des canons de 127 tribord arrière) ; ouverture de l'ascenseur n°4 ; ouverture de l'ascenseur n°3 ; et, sur l'avant de l'îlot, ouverture de l'ascenseur n°1. Le pont du hangar (ou des hangars) étant coplanaire, en toute logique géométrique, les quatre éléments précités auraient dû être alignés horizontalement. Or ce n'est pas le cas : les plans des quatre "ponts" sont décalés ("tuilés"), comme si leurs assiettes respectives étaient inclinées, indépendamment les unes des autres, de quelques degrés vers le bas, d'arrière en avant.

#### Dimension de la lune
Il est souvent difficile de figurer une image de la lune. Vue de la terre (3500 km à 380 000 km), son diamètre apparent est de l'ordre du 1/100è de radian. Si l'on admet qu'un livre se lit couramment à 35 ou 40 centimètres, sur le papier la lune doit donc mesurer environ 4 mm. Or ici (planche T.V.13B, case C2), en arrière plan du Saratoga, le diamètre de la lune est de 16 mm, donc quatre fois trop grand.
On retrouvera cette même lune de 16 mm à la planche T.V.25A, case B1.
Il est cependant permis de supposer que ces images de la lune sont des grossissements, comme pris au téléobjectif.

## Océanographieet météorologie
Au début du récit, le Pacifique est secoué d'une perturbation atmosphérique majeure provoquant un état de mer démonté parvenant à remuer sérieusement le Saratoga, au point de rendre malade Slim Holden. Le narratif le décrit comme "la" houle courte et dure du Pacifique. Il s'agit en l'occurrence de la mer du vent, dont les mouvements s'additionnent à ceux de la houle permanente (et longue), caractéristique de l'océan Pacifique.
Quelques planches plus loin (planche T.V.10B case C1), sera précisément et correctement évoquée "la" longue houle du Pacifique. Phénomène déjà judicieusement signalé dans l'album Alerte en Malaisie (planche I.M.12, case B2).

Cet état de mer va donc donner lieu à l'application d'une technique des navigateurs d'autrefois, visant à apaiser la mer au moyen d'un épandage d'une huile lourde.
L'idée est d'autant plus opportune (pour la mer du vent) que, pour ramasser le Crusader de Tumbler, le Saratoga n'a pas besoin de faire route à vive allure, puisque le vent déjà établi (supérieur à 40 nœuds) n'impose guère au bâtiment que quelques nœuds supplémentaires. Une vitesse de 10 nœuds est largement suffisante pour assurer la portance de l'avion à l'appontage. Dans ces conditions, vidanger quelques centaines de tonnes de mazout peut s'avérer efficace. Mais, prenant du temps (au moins dix minutes) et se pratiquant plutôt au milieu ou l'arrière du bâtiment, la vidange devra donc être effectuée en route, par vent et mer de l'arrière. Après quoi le porte-avions fera demi-tour, cap pour cap, afin de repasser et de stagner au mieux dans la nappe de mazout, tout en étant revenu dans le lit du vent, à vitesse très faible (quasiment nulle). Compte tenu de l'inertie du Saratoga, la manœuvre prendra au total près de vingt minutes.

## Courrier hautement protégé
L'argument primordial de la séquence d'ouverture tient à l'importance des instructions urgentes et confidentielles acheminées par Tumbler. Leur très haute classification a interdit de les transmettre de la terre par radiocommunication, même chiffrée, ainsi qu'à Tumb de les décacheter et d'en faire la lecture par radiophonie (UHF).
Cependant, sans plus de précision sur le but final à atteindre, le porte-avions a déjà infléchi sa route vers le sud-ouest. Bien que devant en compléter les modalités, les instructions portées par Tumbler demeurent évasives, mais simples (dans une unique enveloppe) : faire route vers la mer de Chine méridionale ; et l'amiral lui-même ne sera autorisé à décacheter les autres enveloppes que sur ordre (ultérieur). Paradoxalement, on n'entendra plus parler de ces autres enveloppes. En revanche, la veille de l'arrivée aux Philippines, des informations complémentaires parviennent (par message chiffré, cette fois) à l'amiral, qui devra en prendre une connaissance plus exhaustive à l'ambassade US à Manille. Elles seront présentées verbalement au cours de la conférence "Top Secret" tenue à l'ambassade. Or ces informations s'avèrent tout de même très succinctes : le chef de l'OSS local, ne sachant "pas grand chose", évoque prudemment des renseignements très fragmentaires qui, au yeux du lecteur du récit, ne paraissent pas vraiment avoir justifié la surprotection du secret ayant motivé le mode d'acheminement du "courrier papier" par l'avion de Tumb.

## Technique et pratique de pont d'envol
Bien que Buck Danny soit revenu dans l'aéronautique navale depuis 1954, certaines pratiques propres aux porte-avions modernes demeurent, en 1960 (époque où se déroule cet épisode), étrangères aux auteurs de la série.

### Barrière d'arrêt
En particulier au début du récit, et alors qu'elle aurait arrêté l'appareil en perdition de Tumbler, la raison d'être de la barrière d'arrêt n'est pas exploitée. Au lieu de quoi, son Crusader se trouve précipité à la mer. Pourtant les auteurs en connaissaient bien l'usage (et le bénéfice) : elle entrait en jeu (dans les différents scénarios) depuis longtemps, et en dernier lieu (mais à tort) dans l'épisode précédent Escadrille ZZ.
De plus, la note explicative de la planche T.V.3B (case D1) la décrit (à tort) comme "métallique" (mais souple) à l'instar des brins d'arrêt ; alors qu'elle est en matière synthétique.
À la planche T.V.3B, case D1, Buck Danny présente à Sonny sa vision de l'appontage (risqué) de Tumb : utiliser la propriété spécifique du pont oblique permettant le "Wave-off" en cas de non-accrochage des brins d'arrêt. Il oublie qu'il n'y a pas à « remettre les gaz immédiatement […] » puisque, à l'appontage, le pilote met toujours, préventivement, les gaz à fond, précisément pour ne pas perdre de précieuses secondes à se poser la question de savoir s'il a accroché ou non.
De plus, Danny prétend que Tumb bénéficiera de « toute la longueur du pont pour s'arrêter » ; or, s'il n'a accroché aucun des (six) brins, ce n'est pas la longueur (restante) du pont (environ 110 mètres après le dernier "brin") qui lui permettra de s'arrêter ;

### Appontage v/s atterrissage
- En manœuvres "avia", un porte-avions privilégie une route (un cap) face au vent (et donc face à la mer, sauf mer désordonnée). Ce qui réduit par essence les mouvements de roulis. Or sur la planche T.V.4A (cases B1/3) le Saratoga est montré subissant un fort roulis ; situation rare pour un grand porte-avions comme le Saratoga, large et lourd.

- Par ailleurs, en raison de sa longueur (supérieure à 300 mètres, du même ordre que la longueur de la houle du Pacifique) un grand porte-avions comme le Saratoga est rarement soumis à un fort tangage. Mais s'il se produit, il occasionne en effet un mouvement ascendant/descendant de la plage arrière très ample (plus de 20 mètres entre le plus haut et le plus bas) ; en contrepartie ce mouvement est assez lent : une trentaine de secondes entre les extrema haut et bas.

- Or le Crusader de Tumbler, en approche pour l'appontage, avance à ~50 m/s. Se guidant (en altitude) d'après l'optique d'appontage (stabilisé au roulis et au tangage) le pilote ne s'occupe pas de la plateforme (et de ses mouvements ; roulis, tangage).

- Dans la séquence de la planche T.V.4B (cases C1, D1) la vitesse de l'avion est telle que le mouvement ascendant/descendant de la plage arrière du Saratoga ne peut pas occasionner "brusquement" un obstacle imprévu. Le Crusader est à environ 300 mètres de l'arrière ; donc à 6 secondes de vol. Durant ce laps de temps, la plage arrière pourrait osciller d'environ cinq mètres (vers le haut, ou vers le bas) ; le pilote a donc largement de temps d'anticiper cette oscillation (régulière) et n'a pas de raison de se laisser surprendre.

- Cette séquence est peu vraisemblable, car elle ne tient pas compte de la différence fondamentale entre atterrissage classique et appontage. Pour l'atterrissage, le pilote cherche à arrondir au maximum son approche pour avoir une vitesse finale de descente la moins élevée possible, idéalement nulle, donc avoir une trajectoire tangentielle au sol. Pour l'appontage, aucun "arrondi" n'est recherché ; la descente est une oblique directe, visant (en perspective, vue du pilote) un trapèze (sur le pont) très réduit, de moins de 50 mètres de long ("hauteur") et dont la grande base est située à près de 50 mètres de l'arrière du pont. En l'occurrence, pour descendre et "tangenter" cet arrière qui se dérobait sous son appareil, Tumbler semblait chercher à adapter son altitude pour la synchroniser avec l'assiette du porte-avions balancée par le tangage. Or, pour rester sur sa pente de descente, indiquée par l'optique d'appontage (stabilisée au roulis et au tangage) il n'avait surtout pas à "rendre la main", mais conserver sa trajectoire (vitesse, cap et "vario").

### Feux de route; masquage des feux
- Planche T.V.25A, cases A1 et B2 : en opérations, ou même simplement en route à la mer (hors mouillage) les bâtiments de guerre naviguent avec le minimum d'éclairage extérieur (on les dit "feux masqués") et les passerelles sont en éclairage intérieur encore plus discret. La case A1 montre les deux passerelles superposées[note 12] vivement éclairées de l'intérieur alors qu'elles doivent rester dans le noir le plus absolu. De même, ou de manière incongrue, la case B2 montre le pont d'envol "inondé de lumière" (sic) alors que le porte-avions est en pleine activité aérienne. Il y a là confusion avec ce qui se passerait sur le tarmac d'un aérodrome terrestre.